# Johnny Roqueta
Johnny Roqueta és un personatge de ficció que protagonitza la sèrie de còmic homònima. Fou creat per Rafel Vaquer el 1982 i aparegué per primera vegada a la revista Cul de sac.

## Orígens
La idea original partí de crear uns personatges quotidians i en aquell moment els rockers eren molt presents a Barcelona amb referents com Los Rebeldes o Loquillo entre d'altres. En va fer una versió per a l'Editorial Bruguera, una adaptació per la revista Mortadelo, i el personatge nomia Choni Biela. Va funcionar fins que contactaren amb l'autor de la revista El Jueves. A la revista comença a treballar amb Joan Tharrats com a guionista. Es traduïren les planxes de Cul de sac al castellà i la col·laboració era setmanal.

## Publicacions
- PENDONES DEL HUMOR (1983, EL JUEVES) 7 : JOHNNY ROQUETA
- PENDONES DEL HUMOR (1983, EL JUEVES) 12 : JOHNNY ROQUETA
- PENDONES DEL HUMOR (1983, EL JUEVES) 16 : JOHNNY ROQUETA
- PENDONES DEL HUMOR (1983, EL JUEVES) 26 : JOHNNY ROQUETA
- PENDONES DEL HUMOR (1983, EL JUEVES) 37 : JOHNNY ROQUETA. Nº 5
- PENDONES DEL HUMOR (1983, EL JUEVES) 52 : JOHNNY ROQUETA
- PENDONES DEL HUMOR (1983, EL JUEVES) 63 : JOHNNY ROQUETA. OLD Nº 7 BRAND
- PENDONES DEL HUMOR (1983, EL JUEVES) 70 : JOHNNY TEAM
- PENDONES DEL HUMOR (2000, EL JUEVES) -NUEVOS- 45 : JOHNNY ROQUETA
- JOHNNY ROQUETA. COMO UN AMOTO (2007, DIBBUKS) : JOHNNY ROQUETA. COMO UN AMOTO
- JUEVES, EL (2008, EL JUEVES) -LUXURY GOLD- 37 : JOHNNY ROQUETA
- JOHNNY ROQUETA (2008, AJ. PALMA) : JOHNNY ROQUETA 1982-2008. TANTO TIEMPO PA ESTO
- JOHNNY ROQUETA (2016, DOLMEN) 1 : JOHNNY ROQUETA. 1982-1985
- JOHNNY ROQUETA (2016, DOLMEN) 2 : JOHNNY ROQUETA 1985-1986
- JOHNNY ROQUETA (2016, DOLMEN) 3 : JOHNNY ROQUETA 1986-1987